# اندیس قاسم درویش (۲)
قاسم درویش (۲) یک اندیس فلزی است که در حوالی شهر سلطان آباد  استان خراسان قرار دارد و مادهٔ معدنی موجود در آن، کرومیت است.  